# Černčice (kraj hradecki)
Černčice – gmina w Czechach, w powiecie Náchod, w kraju hradeckim. Według danych z dnia 1 stycznia 2014 liczyła 485 mieszkańców.